# Pawło Kostin
Pawło Iwanowycz Kostin, ukr. Павло Іванович Костін, ros. Павел Иванович Костин, Pawieł Iwanowicz Kostin (ur. 30 czerwca 1951 we wsi Kirowskie, w obwodzie krymskim, Rosyjska FSRR, zm. 15 września 1994, Ukraina) – ukraiński trener piłkarski.

## Kariera trenerska
Ukończył Tawrijski Uniwersytet Narodowy im. Władimira Wiernadskiego, po czym rozpoczął pracę szkoleniowca. Od 1982 do 1986 pracował na stanowisku dyrektora technicznego Kołosu Pawłohrad, który potem zmienił nazwę na Szachtar. Następnie pomagał trenować kluby Dnipro Dniepropetrowsk i Metałurh Zaporoże. Związek Piłki Nożnej ZSRR jako jednego z najlepszych trenerów skierował jego do Iraku, gdzie pracował z młodzieżową reprezentacją. W lipcu 1993 dołączył do sztabu szkoleniowego Tawrii Symferopol, a w czerwcu 1994 stał na czele klubu, którym kierował do 15 września 1994, kiedy zginął razem z żoną w wypadku samochodowym.